# Santa Elena de la Cruz (Guanajuato)
Santa Elena de la Cruz es una localidad del estado mexicano de Guanajuato. Es parte del municipio de Irapuato.

## Toponimia
El nombre de la población hace referencia a la santa patrona de la localidad: Helena de Constantinopla.

## Demografía
| Gráfica de evolución demográfica |
|                                  |

| Censo | Población |
| ----- | --------- |
| 1960  | 36        |
| 1970  | 1 048     |
| 1980  | 1 438     |
| 1990  | 1 690     |
| 2000  | 2 104     |
| 2010  | 2 489     |
| 2020  | 2 783     |